# Zenodoros
Zenodoros var en grekisk bildhuggare och bronsskulptör som levde under första århundradet e.Kr.
Zenodoros levde i Rom på Neros tid och utförde bland annat denne kejsares kolossalstod, som var gjuten i brons, 35 meter hög, och berömdes för sin likhet. Den stod framför Neros gyllene hus, men måste sedan ge vika för Hadrianus tempel åt Venus och Roma, varvid den flyttades av byggmästaren Dextrianus från sin gamla plats och sattes på ett nytt postament, vilket ännu finns kvar, närmare Colosseum.